# Minirhaphidophora kerinci
Minirhaphidophora kerinci är en insektsart som beskrevs av Andrej Vasiljevitj Gorochov 2002. Minirhaphidophora kerinci ingår i släktet Minirhaphidophora och familjen grottvårtbitare. Inga underarter finns listade i Catalogue of Life.